# Félix Boisselier
Pour les articles homonymes, voir Boisselier.
Félix Boisselier (1776-1811), dit Boisselier aîné (pour le différencier de son frère cadet et élève Antoine-Félix Boisselier), est un dessinateur et peintre d'histoire français.

## Biographie
Fils de laboureur, il est né le 13 avril 1776 à Damphal, lieu-dit de Provenchères-sur-Meuse, commune de la Haute-Marne qui a été ultérieurement fusionnée dans celle de Val-de-Meuse. Il meurt prématurément à l'âge de 34 ans le 12 janvier 1811 à Rome.
Élève de Jean-Baptiste Regnault, il obtient le Premier Grand Prix de Rome de peinture historique en 1805 avec une toile représentant la Mort de Demosthène, qui figure à présent dans les collections du musée du Louvre,. 
Il peint en 1808 à Rome une huile sur toile Le berger pleurant sur le tombeau qu'il a élevé à son moucheron, conservée dans une collection particulière, ; le tableau s'inspire d'un poème de l'Appendix Vergiliana : Culex (Le Moustique ou Le Moucheron), en 414 hexamètres qui a pour sujet la mort d'un moustique écrasé par un berger, au moment où il le réveille pour le sauver d'un serpent ; le moustique, une fois mort, apparaît en songe à son meurtrier et lui demande une sépulture, qu'il obtient. Le tableau, également désigné sous le titre Le Berger de Virgile, a été reproduit en gravure sur cuivre par Antoine François Gelée ; un exemplaire en est conservé dans les collections du Fogg Art Museum de Cambridge (Massachusetts), un autre dans celles du Musée Thomas-Henry à Cherbourg-en-Cotentin. 
Son tableau sur la Mort d'Adonis, présenté à titre posthume au Salon de 1812, a rejoint également les collections du Louvre ; il est en dépôt au Musée d'Art et d'Histoire de Chaumont depuis 1872.
Le musée d'Art et d'Archéologie de Senlis conserve un portefeuille de 76 dessins de sa main, pour la plupart croqués en Italie. Le musée des Beaux-Arts de Rennes en détient quelques autres. L'École nationale supérieure des beaux-arts à Paris possède aussi un tableau intitulé Le retour de l'enfant prodigue. 
Une stèle à sa mémoire est érigée dans l'église Santa Maria del Popolo, Piazza del Popolo à Rome. Il y est inscrit en français : 
À LA MEMOIRE 
DE FELIX BOISSELIER
 Peintre pensionnaire de l'Académie Française
 des Beaux Arts à Rome.
 Né à Amphal Dép. de la Hte Marne,
 il mourut à Rome le 12 janvier 1811
 dans la trentième année de son âge.
 Ses camarades que sa fin prématurée
 remplit de douleur
 lui élevèrent ce monument.

## Galerie

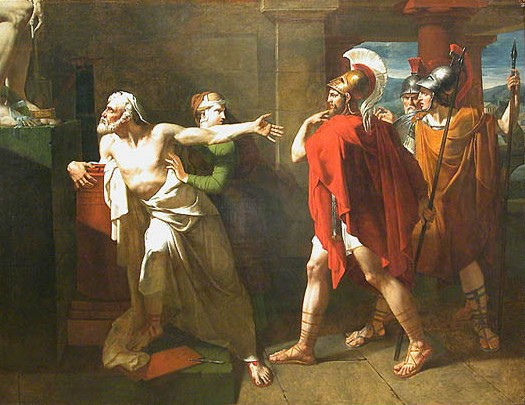
La mort de Démosthène, huile sur toile, 1805, Paris, Musée du Louvre.
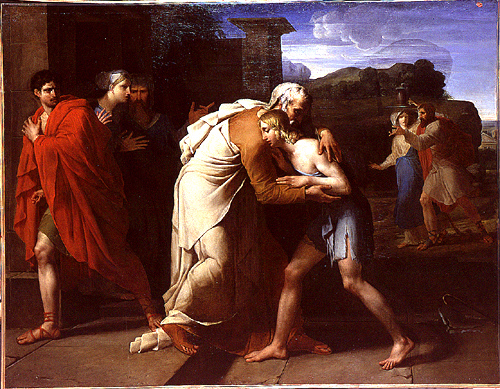
Le retour de l'enfant prodigue, École nationale supérieure des beaux-arts (ENSBA), Paris.
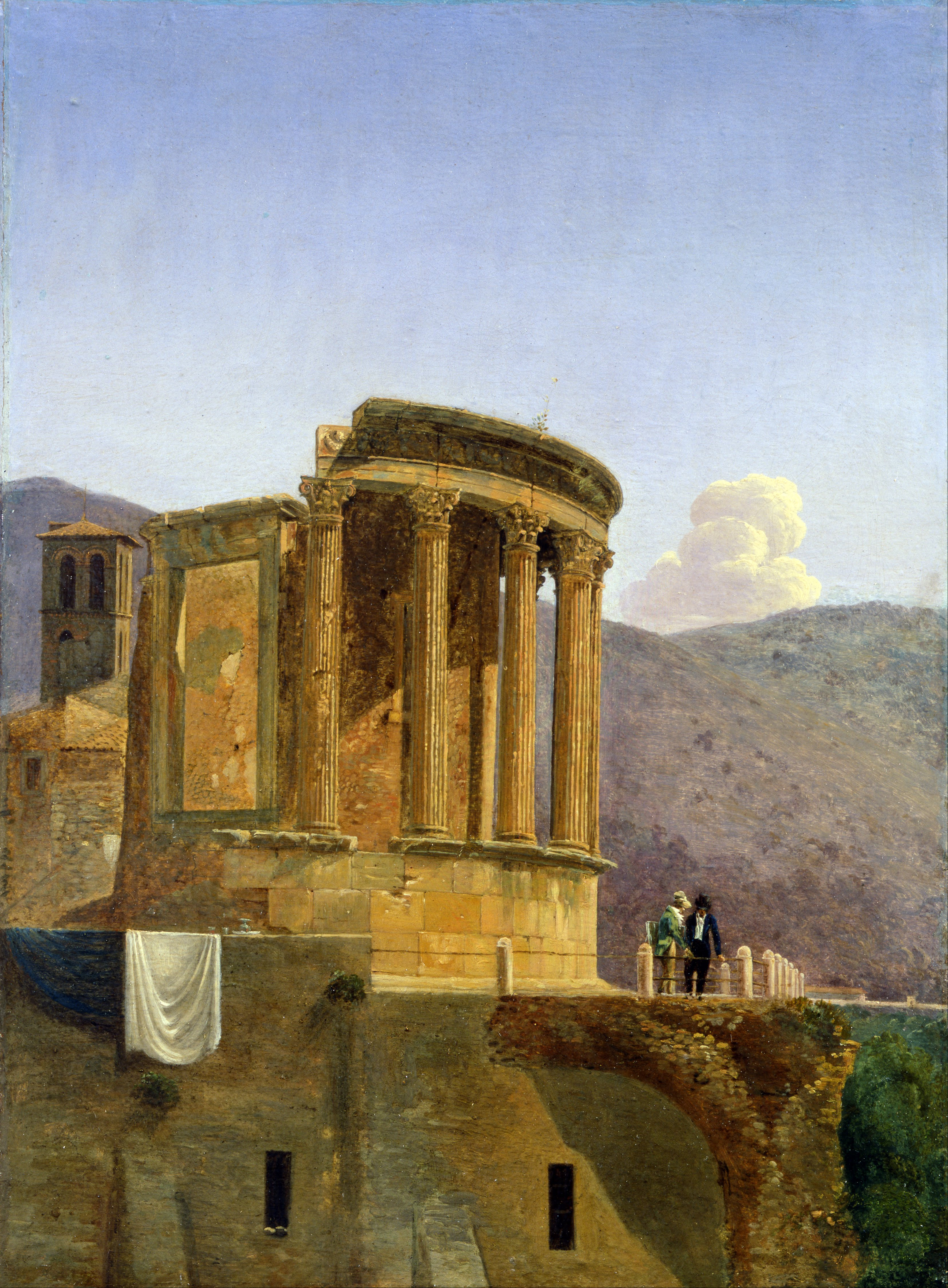
Le temple de Vesta à Tivoli, vers 1806, Iris & B. Gerald Cantor Center for Visual Arts, Université Stanford.
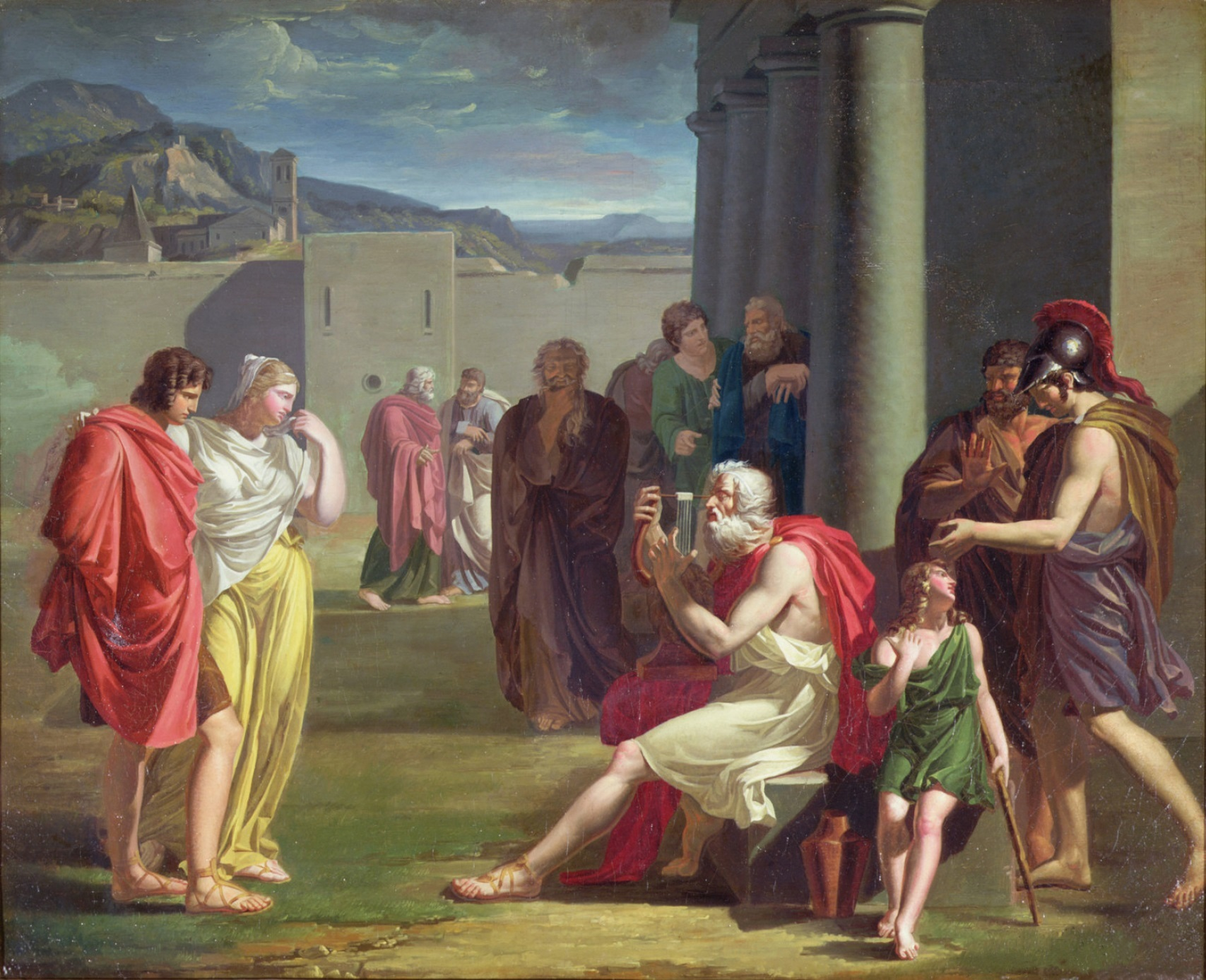
Homère chantant en s'accompagnant d'une lyre, huile sur toile, collection privée.

### Sources
Cet article comprend des extraits du Dictionnaire Bouillet. Il est possible de supprimer cette indication, si le texte reflète le savoir actuel sur ce thème, si les sources sont citées, s'il satisfait aux exigences linguistiques actuelles et s'il ne contient pas de propos qui vont à l'encontre des règles de neutralité de Wikipédia.
- Charles Gabet : Dictionnaire des artistes de l'école française au XIXe siècle (Paris, 1831) p. 76.